# 對蔣經國的評價

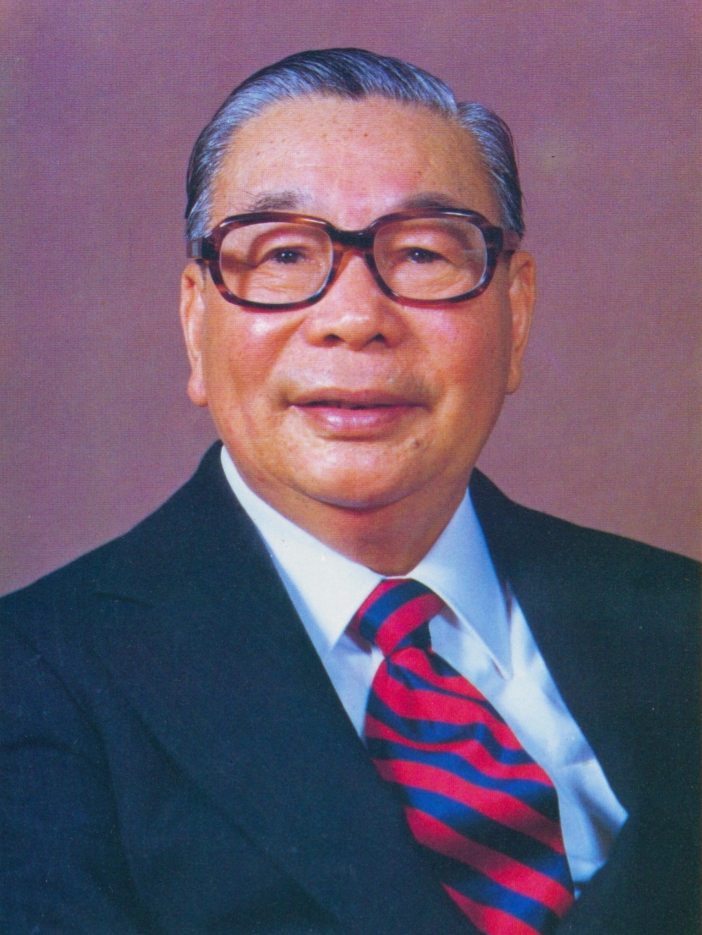
蔣經國晚年官方肖像

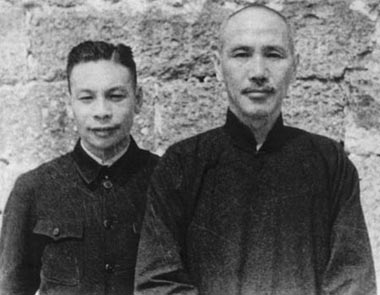
1937年4月，蔣經國（左）由蘇聯返回中國後晉見蔣介石（右）時合攝於漢口

對蔣經國的評價是關於前中華民國總統蔣經國的評價。蔣經國在中國近代史尤其是台灣戰後史上地位舉足輕重，他逝世後，人們給予他不同評價。一方面他形象正面，領導中華民國自由地區走向繁榮富庶，專業人士不受掣肘，而促進台灣經濟逐漸起飛，熱錢湧進，新台幣開始大幅升值，股市創新高。1987年，解除台灣省戒嚴令，開放報禁、黨禁，准許台灣戰後各省移民可以返回中國大陸探親:1。甚至開放台灣民眾到中國大陸展開小額投資，而獲得人民認同。第一個反對黨民主進步黨也在蔣經國任內成立。
关于中華民國行憲後歷任總統的民意調查顯示，台灣人民對蔣經國均抱持最深切懷念及肯定。蔣經國的親民作風，也受到李登輝、宋楚瑜、馬英九等政治人物倣效及模仿。
另一方面，他領導的國民黨政府繼續施行威權統治，以警總及情治單位特務鎮壓身邊匪諜，藉此打壓可能萌芽的共產主義或黨外政治思想。當時有幾句話：「保密防諜人人有責，小心匪諜就在你身邊」，充斥在大街小小巷，甚至發票上都有此警語。

## 退輔會評價
2022年1月13日，蔣經國逝世卅四週年，退輔會發表了「為什麼要紀念經國先生？」一文，全面評價了蔣經國。
退輔會表示，蔣經國對台灣的貢獻是無庸置疑，對台灣主要有6大貢獻。
1. 反共：蔣經國堅持三不的反共國策，放棄反攻大陸，改採三民主義統一中國，將兩岸定位為制度之爭，並開放老兵返鄉探親。[4]
2. 發展經濟：在石油危機的背景之下，推動十大建設，奠定經濟建設的穩固基礎。
3. 拔擢人才：拔擢了孫運璿、李登輝、錢復等人才。
4. 走向本土化：蔣經國認為國民黨政府要長期紮根於台灣，就必須本土化，因此實施催台青政策，拔擢謝東閔、張豐緒、林洋港、李登輝等人才。並且蔣經國在晚年宣稱自己是台灣人。
5. 開明統治：將以往威權統治方式，逐步放寬政治控制，並對民進黨組黨運動相對容忍。
6. 革新：在面對黨外運動的挑戰及黨政體制的守舊下，蔣經國開放黨禁、報禁，啟動國民大會及立法院的改選，並在晚年宣布解嚴 [5][6][7]。使得台灣能接下來推動民主化改革、實現寧靜革命。[8]

## 華人政界人物評價
周恩来：蒋经国是愿意做些事情的。
對蔣經國去世，时任中国大陆国务院总理趙紫陽發表談話，其中談到：「蔣經國先生堅持一個中國，反對『台灣獨立』，主張國家統一，表示要向歷史作出交待，並為兩岸關係的緩和作了一定的努力。」:527
2022年1月26日，國台辦發言人朱凤莲评价道，「蒋经国先生坚持一个中国，反对台独，主张国家统一，生前曾表示『我是台灣人，也是堂堂正正的中國人』，为两岸关系缓和做出积极努力。」
與其有深厚交情的第一任新加坡總理李光耀評價總統蔣經國「沉默冷靜、想法務實」，他認為蔣經國從不擺出思想家的模樣，但想法務實，社會知識豐富，善於識人，確保留在身邊都是可靠之士，隨時願坦誠提出己見，哪怕是逆耳忠言。蔣經國在開口前，必定經過一番深思熟慮，絕不信口開河。
中華民國前總統李登輝曾指出：1986年中國國民黨第十二届中央委員會第三次全體會議，蔣經國就已正式終結反攻大陸的大中國路線，確立台灣為主體的革新保台路線。
中国国民党前主席连战認為，经国先生是了不起的人物。
親民黨主席宋楚瑜緬懷蔣經國，應學習到「以人民的小事為政府的大事」。他曾說過，蔣經國公館牆壁上掛有許多字，其中最多是「忍」字:309。蔣經國個性雖然很剛強，但他卻非常能夠忍耐，他辦公廳上擺有一塊石頭，上面刻著一個「忍」字，「用於自勉」:16 :309。
高玉樹認為蔣經國必須對1950年代初期的殘酷鎮壓負責:222。
王作榮在自傳《壯志未酬》指出，「在1950年至1960年代，可說是政府的高壓威權時代，而主控這一段時期權力的便是經國先生，這可說是人盡皆知的事。……遷台早期，簡直是恐怖統治，以後雖稍放鬆，仍是絕對威權統治，毫無民主氣息。而且為求將來能繼承大位，不著痕跡地、但無情地、不擇手段地整肅對自己有妨礙者，甚至一再用冤獄羅織入罪，所以我對他的印象不佳。」:362-363
民進黨對蔣經國「很尊敬」，充分說明「經國先生的偉大」:291。前立法委員、台北縣縣長尤清表示，事實上蔣經國先生對台灣貢獻厥功至偉，尤以任內最後幾年，蔣經國先生大是大非，卓見與胸襟開明民主，加速國內民主，在經濟及政治上貢獻不小，如今蔣家主動歸還縣產，更令他感佩。泛綠人士都相信蔣經國長年掌握的台灣情治系統，默許外省人與半山派各項在台灣長期之政商利益。他們認為在其主政時期，採取威權統治，利用警備總司令部及情治單位鎮壓異議份子，例如中壢事件、橋頭事件、美麗島事件、陳文成命案、林宅血案等政治事件。
蘇貞昌給予蔣經國正面評價，並指出他年輕時曾和蔣經國前總統握手，蔣當面說「萬惡共匪不能信，我們絕對要三不」。
賴清德稱讚蔣經國落地生根，並知道反攻無望，因此推出十大建設，晉用大量台籍人士，更說出「我在台灣住了40年，當然是台灣人，當然也是中國人」。

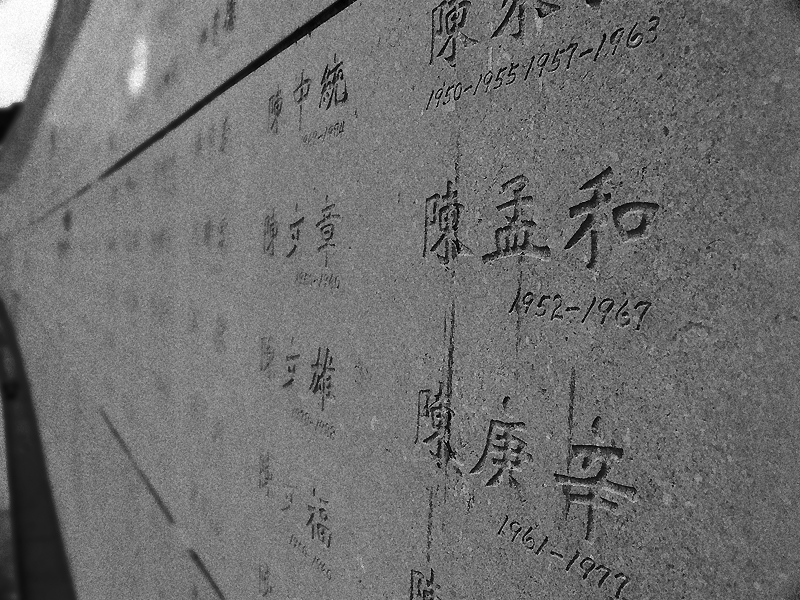
臺灣綠島人權紀念碑：一道長約十來公尺的石牆上，刻滿當年在臺灣白色恐怖時期下的犧牲者名單

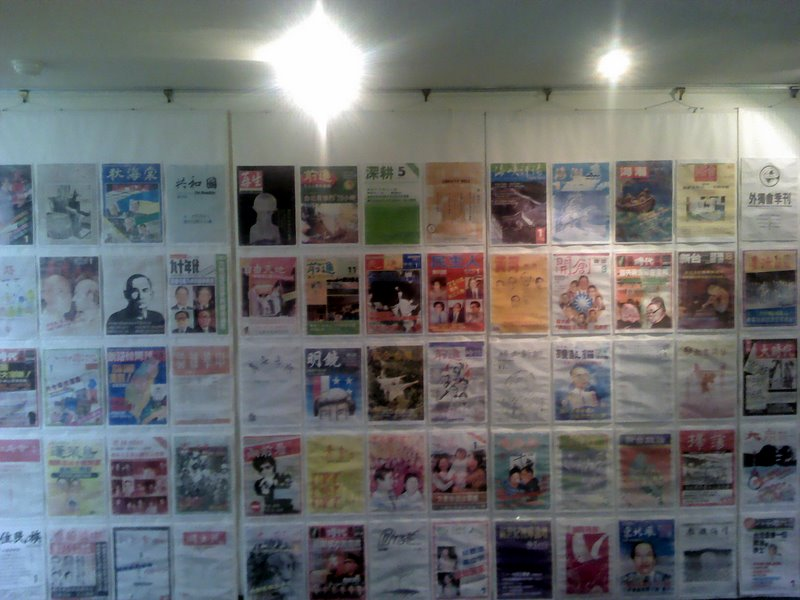
臺灣戒嚴時期各種短命的黨外雜誌

## 民調評價
2003年，蔣經國逝世15週年時，馬英九表示蔣經國始終在「誰對台灣貢獻最大最」的民調當中排名第一。
根據TVBS於2007年9月對歷任中華民國總統評價民意調查，民眾認為蔣經國對台灣貢獻最大，在全體中排名第一。
2018年1月12日，旺旺中時媒體集團公佈民調：題目一「歷任總統，誰最愛台灣」第一名是蔣經國32.8％，題目二「歷任總統，誰對台灣的貢獻最大」第一名是蔣經國53.3％；就政黨屬性分析，泛藍支持者有70.2％肯定蔣經國，泛綠支持者也有44％肯定蔣經國。
2018年6月29日，美麗島電子報公布《2018年6月國政民調》，其中一項題目是「您認為在以下這幾位總統任內，哪一位最能夠堅持或是代表台灣價值」，調查結果：民眾回答排序為蔣經國43.0%、李登輝13.8%、蔡英文11.2%、馬英九9.5%、陳水扁7.4%，未明確回答者有15.2%，蔣經國的支持度高於直選產生的後四位總統的支持度總和。
2019年10月25日，遠見雜誌公布「來台70年台灣變遷調查」民調，其中一個題目是「哪位總統對台灣貢獻最大」，蔣經國38.7%、李登輝13.6%、蔡英文7.9%、馬英九6.1%、陳水扁3.2%、蔣中正僅有2.4%。
2020年8月，台灣民意教育基金會調查顯示，針對蔣經國的評價，有高達84.8%打出及格以上的分數，只有5.7%打出低於60分不及格的分數，9.4%不知道、拒答，平均分數79.52，中位數80分。

## 親屬評價
蔣經國庶子蒋孝严認為，蒋经国开启两岸交流是功臣。
蔣經國外孫俞祖聲認為，蔣經國總是遵從一條哲理，那就是往者已矣，把握現在，來者可追，認為文明進步，更重要是尊重列祖列宗所創造之歷史；蔣經國習慣每天保存其活動與思維紀錄:23。

## 中國國民黨總體評價
（以下僅列出台灣時期的評價）
蔣經國指揮軍民從大陳島撤退作戰，結果增強了中華民國政府「對經國先生個人的信賴」:232。
蔣經國政府所領導的主持的財政經濟金融部門，以計畫性自由經濟來規劃發展，使台灣經濟成長令人矚目。台灣躋身亞洲四小龍，「空前繁榮」:267。
蔣經國政府致力推動基礎建設，如：十大建設、翡翠水庫、石門水庫、南北高速公路、台中港、北迴鐵路、和原子能發電廠等:277。
蔣經國政府開始「多起用台灣本省籍的優秀人才」:273，政府機關台籍官員比例增加，如林洋港、謝東閔、邱創煥、李登輝等，使中國國民黨人事結構「年輕化」、「本土化」和「專業化」:273。努力朝向「技術統治」，開始任用大批專業技術官僚主政，如李國鼎、孫運璿、俞國華等。
蔣經國政府宣布解除台灣省戒嚴令，間接促進台灣地區民主化:290。解除報禁、黨禁；出現了多數政黨制，「發行報紙之自由」:291。政黨政治憑藉資訊快速流通，以多元輿論渠道，間接使台灣媒體發展，促進民主。

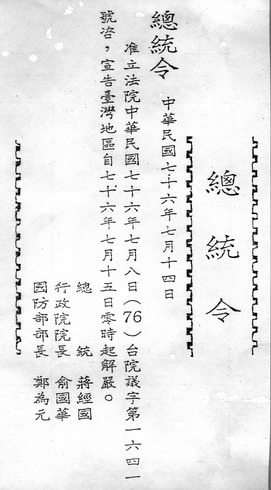
1987年7月14日，蔣經國正式宣佈台灣於次日(7月15日)零時起解嚴

蔣經國在任行政院國軍退除役官兵輔導委員會主任委員期間，組織國軍及退伍弟兄開闢及建設橫貫公路，中國國民黨黨報《中央日報》宣稱其贏得「全體國民的稱讚」:239。蔣經國由輔導會而大展身手，將社會事業實現理想。時間愈遠，「也許更能看得出他的功績里程」:308
兩岸關係方面，1981年3月29日，為對抗中國大陸主張「一國兩制」，中國國民黨於第十二次全國代表大會通過「貫徹以三民主義統一中國案」，積極對中國大陸採取和談之統戰政治攻勢。拉開台灣日後自由及多元之序幕，採取溫和、穩健方式，「有耐心地走向民主化的道路」:290。
在1980年代，他提出“三不政策”（不談判、不接觸、不妥協），此評價在不同人物立場及時代背景下存在差異。
1987年11月，開放民眾赴大陸地區探親，開啟兩岸關係新的里程碑。蔣經國政府宣布向中國大陸開放，「准許回大陸探親」:291，中斷近40年隔閡。有人認為，中華民國自由地區（泛指臺澎金馬）直到1987年才開放「准許回大陸探親」:291，造成許多遷台約四十年或以上之外省籍居民太晚甚至無法見到父母和親人。

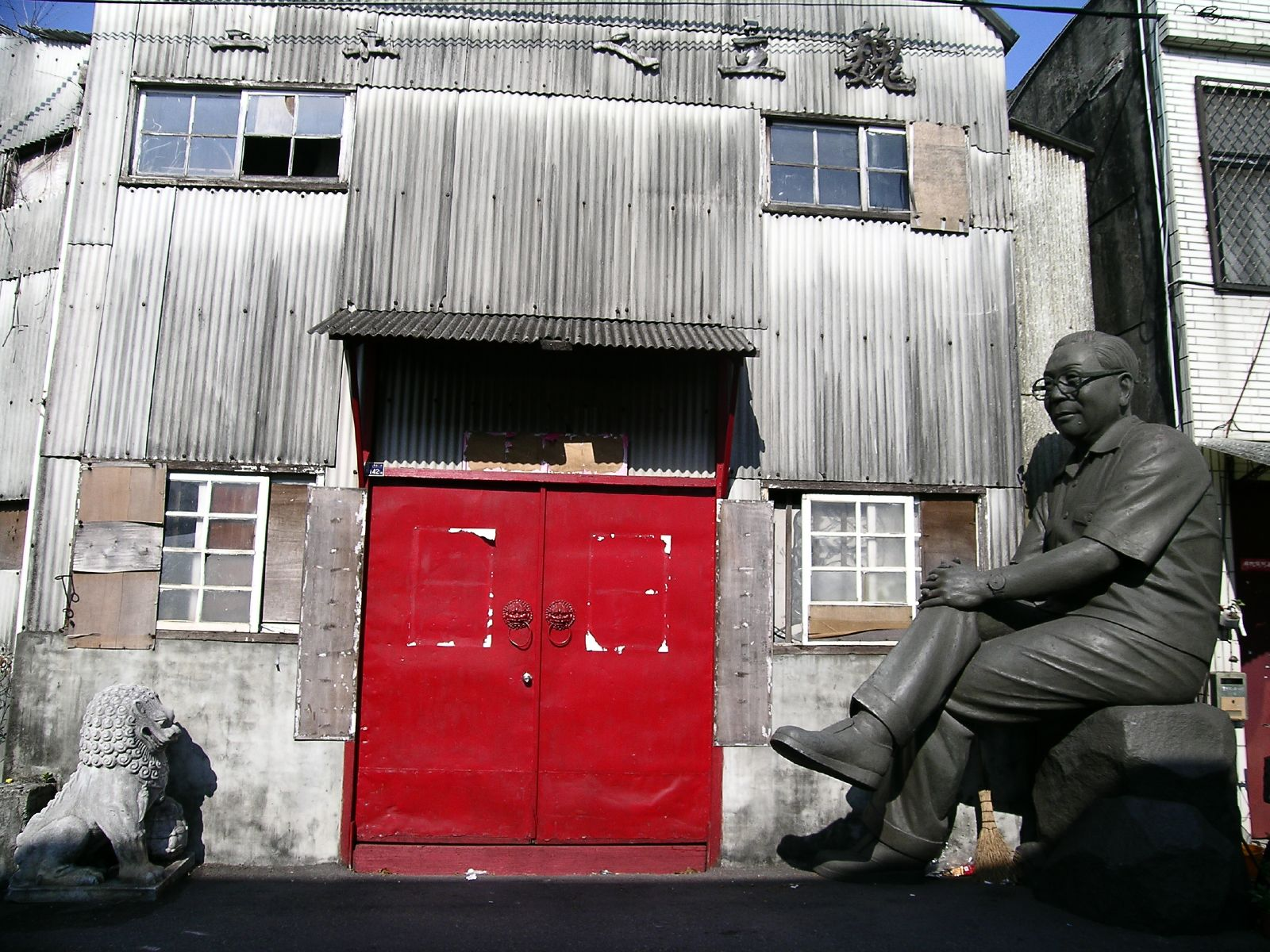
位在台灣民宅旁的蔣經國銅像

蔣經國關心民眾生活及走訪台灣各鄉鎮，成為台灣政治人物下鄉走訪與親民活動始祖，常被後來政治人物摹仿，拉近與民眾距離。「走遍台灣，民眾吃的他都吃」:314。「跟老百姓吃一樣的東西，穿夾克，不結領帶」:315，笑容平易近人，有利塑造親和形象。1972年起，推行青年裝，曾長期作為台灣公務員下鄉親民裝扮。同時開始注重偏鄉建設，落實水電及基礎醫療衛生建設，減少城鄉差距。擔任行政院長期間到各地視察，「發現各單位在用餐宴會上過於奢華、過度浪費」。為了改革傳統上鋪張餐飲習慣，以政令宣導時告知大眾：台灣人每年可以吃掉一條高速公路（意指餐飲開銷費用可以建設一條高速公路）。同時要求公務人員養成簡約習慣，如結婚宴不逾十桌、平日宴客五菜一湯（梅花餐）等（指每餐五菜一湯，五菜指梅花的周圍五片花瓣，湯則位在中心花蕊位置，使餐飲闊奢的消費得以減少，「以提倡儉約、簡單、樸素」）。
蔣經國為中國青年反共救國團首任主任，加強青年「政治思想教育」，堅定青年「反共抗俄」信念，使青年擁護中國國民黨。工作內容以服務、輔導青年為主。培養愛國觀念和團隊精神，接觸大自然以舒解苦悶。給青年政治人才能循序加入黨政系統。
蔣經國推動航太科技：設立航發中心，為日後研發AT-3自強號高級教練/輕攻擊機、經國號戰機鋪路。
1985年，蔣經國曾聲稱家人「不能也不會」競選下一任總統，也「不能也不會」以實施軍政府的方式來統治國家:523－524輿論認為聲明「顯示了他肅清陰霾，穩定政局的決心。」。
2019年，國民黨總統參選人韓國瑜對蔣經國親民及有庶民形象，給予高度評價，而自稱「庶民蔣經國」。

### 國軍將領評價
高魁元認為，蔣經國猶如百萬雄兵，化解官兵緊張情緒，激發求勝鬥志。:114

## 華人學者評價
英時認為，1949年國府遷台以後，蔣經國擔任領導工作，成為蔣介石重要助手:180。但從1960年代末期開始，蔣經國便步挑起承先啟後重任:180-181。台灣相繼出現經濟和政治奇蹟，和他領導絕對分不開:181。
新聞耆老漆高儒認為，蔣經國求好心切，力爭上游，無論寫文演講，總想力求盡善盡美:290-291。從28歲回國後，除短期在家自修外，服務公職，在外披月嘗雨，上班早，下班遲:291。他要做蔣家孝子賢孫，蔣介石無暇照顧家人，他在江西工作時，蔣家大小事都是蔣經國照管，為其父分憂:291。
香港專欄作家陶傑，曾多次讚賞蔣經國。他認為蔣臨終前，拆除政治地雷，開放報禁黨禁，解除戒嚴，促成台灣民主化的貢獻。不但已為其父蔣介石贖罪。而且在歷史上，地位可與印度國父甘地相比。
政治大学教授李雲漢認為，客觀來說，蔣介石最信任蔣經國，「而且具有可以放心把左右國家命運之秘密活動交給他的實力」:74。
丁肇中博士講蔣經國是：「我國幾千年來的專制，民國後刻苦自勵的第一人。」:7丁肇中稱讚蔣經國為中國人千年歷史中少見人物，像他那樣全心的為國為民，直到病刻之時仍為公務辛勞，而又能純正的親民，為其解決實際困難的人物，實在太難得了:140。
台灣中央研究院院士張玉法認為，蔣經國之性格：第一是領導國家，有明確方向；第二是立定目標，勇往直前，即知即行，冀求有功；第三是庶政公開，廉潔自持，自奉儉約；第四是勤政苦行，平易親民：上山下海，走訪民間，職位愈高，事情愈忙；第五是忍辱負重，應付危局:7-9。
暨南國際大學助理教授王良卿認為，蔣經國本身不斷行動，而非徒務言說，翼下秘密組織所欲爭取、動員對象恰恰是那些青年，可能會因為「小組織、小圈子」而對中國國民黨「退避三舍、望而生畏」:208。在戰後中國國民黨氣勢日漸凌夷之際，蔣介石、蔣經國以及不少中國國民黨政治菁英有以下邏輯：一切小組織之想和作為，因為「擁戴領袖」而合理存在，因為「拯救黨國」而必須存在:208。黨不能實際節制各方，理念無法打動人心，在未知將來命運之際才能改造黨務，統治菁英基於現實，以可靠親信向內動員私人關係，是蔣經國等等人脫困之道，實際是以宗派主義救己救黨:208。
茅家琦認為，在威權政治體制下，權威人物的思想言行，決定整個政策的走向。在台灣，如果没有蔣經國的決心，「是不可能實現政治改革的。」:432。
中央研究院社會學研究所研究員吳乃德認為，在蔣經國實際統治的近三十多年間，正是台灣政治最恐怖的時期。
陳翠蓮認為蔣經國是家父長制威權體制的擁護者，至死以護衛黨國為目標，民主改革並非初衷，只是內外環境交迫下不得已的選擇:399。在他人生最後階段仍在尋求黨國續命之道，一是以國家安全法取代戒嚴令，納入戒嚴時期大多數對人民基本權利的管制；二是以鋪排外省籍保守派人士的黨政軍特權力結構，以求身後仍能節制依憲法繼任的總統，確保政權不會轉移給台灣人:401。

## 其他評價
前美国资深外交官陶涵認為，民主是蒋经国一项很特殊的遗产。陶涵認為：「一個民主的中國未必會完美，但可能會是一個『正常的民主大國』，有榮耀、美德、缺陷和錯誤。這樣的結果將比任何其他變項，對太平洋地區、甚至世界的安定與和平，更具貢獻。如果民主政治在中國真正勝利、結果，歷史必將記下一筆——台灣替華人社會的開放、自由，奠定極好的典範，而促使這項發展的人——蔣介石之子蔣經國先生的貢獻，也是功不可滅。」:480
日本國際政治學者、姬路學院女子短期大學名譽校長、和其他人組成日亞華全國文化協會的小谷豪冶郎認為，蔣介石和蔣經國這樣緊密合作，相依為命之例子，在歷史上不多。蔣經國能學習父親剛毅精神，「以砥礪自己而成長」:210。他生活充滿「只有備嘗辛酸的人才擁有的氣氛」:158。